# گاستون-هنری بیلوت
گاستون-هنری بیلوت (انگلیسی: Gaston Billotte; ۱۰ فوریهٔ ۱۸۷۵ – ۲۳ مهٔ ۱۹۴۰) فرد نظامی اهل فرانسه بود. وی همچنین برندهٔ جوایزی همچون لژیون دونور (صلیب بزرگ) و صلیب نظامی ۱۹۱۴-۱۹۱۸ (فرانسه) شده‌است.